# ليه مور
ليه مور (بالإنجليزية: Les Moore)‏ (7 يوليو 1933 بشفيلد في المملكة المتحدة - 1 أكتوبر 1992) هو لاعب كرة قدم بريطاني في مركز الدفاع. لعب مع ديربي كاونتي وBuxton F.C. ‏ ووركشوب تاون ‏ ولينكولن سيتي أف سي ونادي بوسطن يونايتد.